# Socna
Socna, Sokna, Soknah, Sawkna, Sawknah, Sukna, Suknah, Suknh ou Isuknen (en tifinagh :ⵉⵙⵓⴽⵏⴻⵏ,arabe : سوكنة, amazigh : Isuknen,) est une oasis et une ville située au centre de la Libye.

## Géographie
Socna est située à environ 16 km au sud-ouest de Houn, dans le nord du Fezzan (Sahara libyen).

## Climat
Socna possède un climat désertique chaud (classification de Köppen BWh) ; la température moyenne annuelle est de 21,9 °C. Au cours de l'année, il n'y a pratiquement aucune précipitation ; la moyenne des précipitations annuelles est de 29 mm.

## Histoire
Jusqu'au milieu du XXe siècle, on y parlait une langue berbère orientale, le Socna. Le Socna n'était plus parlé que par une poignée de vieillards lorsqu'il fut étudié dans les années 1920 par Tommaso Sarnelli, un médecin militaire italien.
Les berbères de Socna se disent immigrés du sud du Maroc (Seguia-el-Hamara).